# Danuta Hałaburda
Danuta Hałaburda, z d. Kowalczyk (ur. 28 maja 1946, zm. 21 kwietnia 2024) – polska siatkarka, mistrzyni i reprezentantka Polski, trenerka siatkówki.

## Życiorys
Uzyskała tytuł magistra wychowania fizycznego na Akademii Wychowania Fizycznego w Warszawie.
W młodości trenowała lekkoatletykę, tenis stołowy i koszykówkę w klubie Warszawianka, a następnie już siatkówkę w AZS AWF.
W początkach kariery sportowej była zawodniczką i kapitanką Płomienia Milowice, z którym zdobyła dwukrotnie mistrzostwo Polski (1973, 1974).
W reprezentacji Polski debiutowała 27 czerwca 1969 r. w towarzyskim spotkaniu z Gruzją. Wystąpiła dwukrotnie na mistrzostwach świata (1970, 1974), w obu startach zajmując dziewiąte miejsce. Ostatni raz w biało-czerwonych barwach wystąpiła 29 czerwca 1975 r. w towarzyskim spotkaniu z Kubą. Hałaburda rozegrała łącznie 108 meczów w reprezentacji kraju.
W 1975 roku przeniosła się z Płomienia do Czarnych Słupsk. Rok później z Czarnymi wywalczyła awans do I ligi i została kapitanem zespołu. Wraz z zespołem odnosiła również sukcesy w mistrzostwach Polski: w 1977 r. zdobyli wspólnie brązowy medal, w 1978 r. pierwsze miejsce, w 1979 r. wicemistrzostwo, a w 1980 r. ponownie brązowy medal. Odeszła z zespołu w 1980 roku. Później trenowała jeszcze z zespołem Ogniwo Szczecin.
W 1982 roku wyjechała do Włoch, gdzie miała grać dla II-ligowego klubu „Pro Patria” z Ancony i trenowała zespół młodzieżowy.
Od 1987 roku trenowała reprezentację Polski juniorek. Pierwszy znaczący sukces miał miejsce 15 sierpnia 1988 r., kiedy to drużyna z Polski pokonała 3:1 z drużynę z USA. W 1990 roku reprezentacja Polski juniorek pod jej kierownictwem zajęła 8. miejsce na mistrzostwach Europy. Jej zawodniczką w kadrze była m.in. Izabella Woszczyńska (Rutkowska).
Po zakończeniu kariery sportowej pracowała jako nauczycielka wychowania fizycznego w szkole podstawowej i prowadziła gimnastykę. W 1994 roku została radną miasta Słupska z listy SLD i pozostała nią do 2002 roku. Danuta Hałaburda pełniła funkcję przewodniczącej Komisji Kultury, Oświaty, Sportu i Turystki Rady Miejskiej w Słupsku oraz stała na czele Komisji Polityki Gospodarczej, Budżetu i Ograniczenia Skutków Bezrobocia.
Wyszła za mąż za trenera judo, z którym w 1978 roku miała córkę Agatę. Zmarła 21 kwietnia 2024 roku w wieku 77 lat. Została pochowana 26 kwietnia na Nowym Cmentarzu w Słupsku.

## Wyróżnienia
- 1976 r. – Zasłużony Mistrz Sportu[24].
- 1981 r. – laureatka plebiscytu „Głosu Pomorza”[25].
- 1997 r. – Złoty Krzyż Zasługi[26][17].